# Sericopelma panamense
Sericopelma panamense là một loài nhện trong họ Theraphosidae.
Loài này thuộc chi Sericopelma. Sericopelma panamense được Eugène Simon miêu tả năm 1891.